# Magno Alves
Magno Alves (* 13. leden 1976) je brazilský fotbalista a bývalý reprezentant.

## Reprezentace
Magno Alves odehrál 3 reprezentační utkání. S brazilskou reprezentací se zúčastnil Konfederační pohár FIFA 2001.

## Statistiky
| Brazílie | Brazílie | Brazílie |
| Roky     | Záp.     | Góly     |
| -------- | -------- | -------- |
| 2001     | 3        | 0        |
| Celkem   | 3        | 0        |